# Список Карпа

Список Карпа — список из 21 NP-полных задач, опубликованный Ричардом Карпом в 1972 году в работе «Сводимость комбинаторных задач», в которой приведены как формулировки, так и доказательства NP-полноты для каждой:
- задача выполнимости булевых формул (англ. SAT)
  - бинарное целочисленное программирование (англ. 1-0 integer programming)
  - задача о клике (англ. Clique)
    - задача упаковки множества (англ. Set packing)
    - задача о вершинном покрытии (англ. Vertex Cover)
      - задача о покрытии множества (англ. Set Covering)
      - задача о разрезающем циклы множестве вершин (англ. Feedback Vertex Set)
      - задача о разрезающем циклы наборе дуг (англ. Feedback Arc Set)
        - задача ориентированного гамильтонова графа (англ. Hamiltonian path problem, в определении Карпа — англ. Directed Hamilton Circuit)
        - задача неориентированного гамильтонова графа (англ. Hamiltonian path problem, в определении Карпа — англ. Undirected Hamilton Circuit)

  - задача выполнимости булевых формул с тремя литералами[англ.] (англ. 3-SAT)
    - задача раскраски графа (англ. Graph coloring)
      - задача о кликовом покрытии (англ. Clique cover)
      - задача о точном покрытии[англ.] (англ. Exact cover)
        - задача о вершинном покрытии в гиперграфах (англ. Vertex cover in hypergraphs)
        - задача Штейнера о минимальном дереве (англ. Steiner tree problem)
        - задача о трёхмерном сочетании[англ.] (англ. 3-dimensional matching)
        - задача о ранце (англ. Knapsack problem)
          - теория расписаний (англ. Job sequencing)
          - задача разбиения множества чисел (англ. Partition problem)
          - максимальный разрез графа (англ. Maximum cut)